# Chlorophytum bulbinifolium
Chlorophytum bulbinifolium là một loài thực vật có hoa trong họ Măng tây. Loài này được Hoell & Nordal mô tả khoa học đầu tiên năm 2008.